# Amatori Wasken Lodi 2021-2022
Questa voce raccoglie le informazioni riguardanti l'Amatori Wasken Lodi nelle competizioni ufficiali della stagione 2021-2022.

## Maglie e sponsor
Lo sponsor tecnico per la stagione 2021-2022 fu Joma, mentre lo sponsor ufficiale fu Banco BPM.
| 1ª divisa | 2ª divisa | 1ª div. portiere | 2ª div. portiere |

## Organigramma societario
- Presidente: Gianni Blanchetti
- Direttore generale: Federico Mazzola
- Direttore sportivo: Danilo Campolungo
- Segretario: Giuseppe Colombo
- Addetto stampa: Massimo Stella

## Organico

### Giocatori
Dati tratti dal sito internet ufficiale della Federazione Italiana Sport Rotellistici.
| N° | Naz.                 | Ruolo | Sportivo          |  |  |  |
| -- | -------------------- | ----- | ----------------- |  |  |  |
| 7  | Italia (bandiera)    | E     | Filippo Schiavo   |  |  |  |
| 11 | Italia (bandiera)    | E     | Romeo D'Anna      |  |  |  |
| 12 | Argentina (bandiera) | P     | Valentín Grimalt  |  |  |  |
| 17 | Italia (bandiera)    | E     | Nicolas Barbieri  |  |  |  |
| 18 | Italia (bandiera)    | E     | Riccardo Cervi    |  |  |  |
| 21 | Italia (bandiera)    | E     | Alberto Greco     |  |  |  |
| 49 | Italia (bandiera)    | P     | Riccardo Porchera |  |  |  |
| 63 | Italia (bandiera)    | E     | Morgan Antonioni  |  |  |  |
| 66 | Spagna (bandiera)    | E     | Jordi Méndez      |  |  |  |
| 99 | Spagna (bandiera)    | E     | Enric Torner      |  |  |  |

### Staff tecnico
- Allenatore:  Pierluigi Bresciani
- Allenatore in seconda:  Luca Giaroni
- Preparatore atletico:  Gabriele Ganini
- Meccanico:  Giuseppe Omar Boffi

## Mercato
| Acquisti | Acquisti         | Acquisti        | Acquisti |
| R.       | Nome             | da              |          |
| -------- | ---------------- | --------------- | -------- |
| E        | Morgan Antonioni | Forte dei Marmi |          |
| E        | Nicolas Barbieri | Correggio       |          |
| E        | Riccardo Cervi   | Cremona         |          |
| E        | Romeo D'Anna     | Grosseto        |          |
| E        | Filippo Schiavo  | Trissino 05     |          |

| Cessioni | Cessioni           | Cessioni        | Cessioni |
| R.       | Nome               | a               |          |
| -------- | ------------------ | --------------- | -------- |
| E        | Elia Cinquini      | Forte dei Marmi |          |
| E        | Francesco Compagno | Reus Deportiu   |          |
| E        | Andrea Gori        | squadra B       |          |
| E        | Mattia Gori        | svincolato      |          |
| E        | Domenico Illuzzi   | Forte dei Marmi |          |